# Казахстанская федерация шахмат
Казахстанская федерация шахмат (КФШ, KazChess) была образована в 1992 году для развития этого вида спорта в стране, проведения соревнований внутри страны и организации участия ведущих спортсменов и сборных Казахстана в международных соревнованиях и пропаганды здорового образа жизни. Федерация шахмат Казахстана, существовавшая во времена СССР, была реорганизована в Казахстанскую федерацию шахмат (Федерацию шахмат Республики Казахстан) в первые годы после обретения страной независимости. Первым главой новой КФШ (тогда - председателем) стал ее прежний руководитель - поэт, писатель, общественный деятель Олжас Сулейменов. На этом посту в общей сложности он пробыл 18 лет - с 1977 по 1995 гг.

## Вехи развития шахмат в Казахстане
1992 – первыми чемпионами суверенного Казахстана стали 23-летняя Ляззат Тажиева из Шымкента и 18-летний алматинец Владислав Ткачёв.
Июнь 1992 – дебют сборных Казахстана на шахматных Олимпиадах: на 30-й шахматной Олимпиаде в Маниле (Филиппины) мужская сборная (капитан – Олег Дзюбан) заняла 45-е место, женская (капитан – Аида Муслимова) – 8-е.
1994 – Эльвира Сахатова стала первым женским гроссмейстером суверенного Казахстана
Май 2001 – в Астане состоялся супертурнир XX категории (средний рейтинг – 2733) с участием 13-го и 14-го чемпионов мира – Гарри Каспарова и Владимира Крамника (оба – Россия), а также чемпиона мира-1998 до 20 лет Дармена Садвакасова.
Декабрь 2006 – Муртас Кажгалеев выиграл золото XV летних Азиатских игр в Дохе (Катар)
Сентябрь 2007 – Дармен Садвакасов из Астаны в 5-й раз выиграл чемпионат Казахстана – на сегодня это рекордное достижение среди мужчин. У женщин аналогичное достижение – 7 побед – с 2019 года принадлежит Гулисхан Нахбаевой из Шымкента.
8 ноября 2008 – в Алматы состоялся IV чемпионат мира по блицу с участием 16 лучших шахматистов мира. Победил кубинец Леньер Домингес Перес, наш Муртас Кажгалеев занял почётное 7-е место.
Август 2014 – на 41-й шахматной Олимпиаде в Тромсё (Норвегия) Гульмира Даулетова выиграла бронзовую медаль среди запасных (Board 5), набрав в 8 партиях 7 очков.
Сентябрь 2017 – женская сборная (Жансая Абдумалик и Динара Садуакасова) выиграла золото Азиатских игр в закрытых помещениях в Ашгабате (Туркменистан).
Декабрь 2021 – в Варшаве на чемпионате мира по рапиду и блицу Бибисара Асаубаева сначала завоевала серебряную медаль в рапиде, а затем стала чемпионкой мира по блицу.
Июль–август 2022 – на 44-й шахматной Олимпиаде в Ченнае (Индия) сборные Казахстана показали свои лучшие результаты: мужская (капитан – Нурлан Ибраев) заняла 17-е место, женская (капитан – Павел Коцур) – 5-е. Кроме того, Жансая Абдумалик завоевала бронзовую медаль на 1-й доске – 7 очков из 9.

## Президент Федерации
Нынешний президент федерации Тимур Турлов был избран на съезде КФШ 18 января 2023 года.
Тимур Турлов о шахматах и причинах спонсорства Федерации:  
«Шахматы - это игра длиною в жизнь. Игра учит нас стратегии, управлению эмоциями, предвидеть на несколько шагов вперед. Федерация видит одной из своих задач - развитие этих качеств в нашей молодежи. Ведь самые главные инвестиции - это люди.
Я сам как многодетный отец, хорошо понимаю, что воспитать подрастающее поколение навязывая ценности - невозможно. Единственный действенный способ - это диалог, собственный пример и игра.
Мы не просто популяризируем игру в шахматы в Казахстане, мы создаем целую систему и возможности для развития подрастающего поколения. 

## Цели и задачи
КФШ осуществляет свою деятельность в соответствии с Конституцией Республики Казахстан, Гражданским Кодексом РК, законом «Об общественных объединениях», Уставом и другими законодательными актами. 
КФШ ведет активную работу в следующих направлениях:
- развитие и популяризация шахмат в Казахстане;
- создание технической базы, практическая и методологическая помощь в создании шахматных клубов;
- пропаганда и развитие шахмат среди детей и молодежи;
- проведение соревнований;
- обеспечение участия сборной команды Республики Казахстан на международных турнирах (Чемпионатах, Кубках и др.);
- индивидуальная поддержка спортсменов.

## Текущие результаты
За последние десять лет казахстанские шахматы показали динамичное развитие. На детских, юниорских и молодежных чемпионатах мира мы завоевали более 400 медалей. 
Декабрь 2022 – в Алматы Бибисара Асаубаева во второй раз стала чемпионкой мира по блицу, а Динара Садуакасова выиграла серебро в рапиде. 
Апрель 2023 – в Астане прошёл матч за мировую шахматную корону, в котором определился 17-й чемпион мира – 30-летний Дин Лижэнь (Китай).
14 июля 2023 – Постановлением правительства РК утвержден Комплексный план развития шахмат в Республике Казахстан на 2023–2027 годы.
Август 2023 – в Актау состоялся чемпионат мира среди школьных команд, в котором приняли участие 70 с лишним команд из более чем 50 стран.
11 сентября 2023 – KazChess/КФШ представила обновлённый логотип, новый фирменный стиль и стратегическую концепцию.
Сентябрь–ноябрь 2023 – республиканский проект «Шахматный караван» объединил свыше 1500 любителей игры из 20 регионов Казахстана.
Сентябрь 2023 – женская сборная (Бибисара Асаубаева, Меруерт Камалиденова, Ксения Балабаева, Алуа Нурман, Асель Серикбай и Амина Кайрбекова, капитан – Павел Коцур) завоевала серебро на 9-м командном чемпионате мира в Быдгоще (Польша).
Октябрь 2023 – женская сборная (Бибисара Асаубаева, Динара Садуакасова, Жансая Абдумалик, Меруерт Камалиденова и Алуа Нурман, капитан – Павел Коцур) завоевала бронзу на XIX летних Азиатских играх в Ханчжоу (Китай).
Октябрь 2023  – Данис Куандыкулы стал чемпионом мира до 10 лет в Шарм-эль-Шейхе (Египет), встав в один ряд с чемпионками разных лет: Жансая Абдумалик (2008, U8, 2011, U12), Динара Садуакасова (2010, U14, 2014, U18), Бибисара Асаубаева (2011, U8), Айша Закирова (2016, U8), Меруерт Камалиденова (2019, U14), Ксения Балабаева (2021, U18) и Зарина Нургалиева (2022, U14). 
Июнь 2024 – Казыбек Ногербек стал чемпионом мира среди юниоров до 20 лет в Гандинагаре (Индия), повторив успех Дармена Садвакасова (1998), Динары Садуакасовой (2016) и Жансаи Абдумалик (2017).
Август 2024 – в Астане прошёл 2-й командный чемпионат мира по рапиду и блицу с участием сильнейших шахматистов планеты, включая многократных чемпионов мира Магнуса Карлсена и Хоу Ифань, действующих чемпионов мира Дин Лижэня и Цзюй Вэньцзюнь. Наши любители Ибрагим Галымжанулы и Мухтар Айнакул выиграли две золотые медали: первый стал чемпионом в рапиде в составе команды «Al-Ain ACMG UAE», а второй, играя за команду «Chessy», выиграл золото в блице на 9-й доске.
23 сентября 2024 - женская сборная Казахстана по шахматам впервые в своей истории заняла 2-е место на Олимпийских играх. Соревнования проходили в столице Венгрии Будапеште с 10 по 23 сентября. В составе сборной Бибисара Асаубаева, Меруерт Камалиденова, Ксения Балабаева, Алуа Нурман, и Амина Кайрбекова, капитан – Павел Коцур, тренер - Александр Моисеенко.

## Президенты[2]
| №  | Дата вступления    | Имя Отчество ФАМИЛИЯ                | Дата рождения | Основное место работы на момент вступления в должность                                                                                |
| -- | ------------------ | ----------------------------------- | ------------- | --- |
|    | в должность        |                                     |               | |
| 1  | 1977-1995          | Олжас Омарович СУЛЕЙМЕНОВ           | 18.05.1936    | Председатель партии "Народный конгресс Казахстана" (1991-1995), спикер Парламента РК (1993-1994)                                      |
| 2  | 1995–1998          | Мухтар Кабулович АБЛЯЗОВ            | 7.05.1961     | Президент компании "Астана-Холдинг" (1993–1997), президент АО "KEGOC" (с июня 1997 г. по апрель 1998 г.)                              |
| 3  | ?                  | Игорь ЛАДИН                         | ?             | ? |
| 4  | ?                  | Серикбай Бариевич АЛИБАЕВ           | 29.11.1947    | Заместитель акима Павлодарской области (1996–1998)                                                                                    |
| 5  | 1998–2002          | Аблай Исабекович МЫРЗАХМЕТОВ        | 1.01.1969     | Генеральный директор РГП "Казахстан темир жолы" (октябрь 1997–ноябрь 2001), министр транспорта и коммуникаций (ноябрь 2001–март 2002) |
| 6  | ?                  | Адильбек Рыскельдинович ДЖАКСЫБЕКОВ | 26.07.1954    | Аким Астаны (декабрь 1997–июнь 2003), министр индустрии и торговли (июнь 2003-декабрь 2004)                                           |
| 7  | ?                  | Сакен Орынбекович СЕЙФУЛЛИН         | 12.07.1961    | Генеральный директор АО "Компания ФудМастер" (2000–2005), в ноябре 2008 г. – первый вице-президент КФШ                                |
| 8  | ?                  | Карим Кажимканович МАСИМОВ          | 15.06.1965    | Помощник Президента РК (2003–2006) |
| 9  | 20 апреля 2006 г.  | Болат Каришалович АСАНОВ            | 7.05.1961     | |
| 10 | 2007 г.            | Маргулан Калиевич СЕЙСЕМБАЕВ        | 2.11.1966     | Председатель СД АО "Сеймар" (1991–2009), владелец АО "Альянс Банк" (до 31 декабря 2009 года)                                          |
| 11 | Март 2010 г.       | Рахат ЕЛАМАН                        | 14.10.1969    | Владелец ТОО "Kazinvest Mineral", ТОО "Asia Mining" и ТОО "Fashion Silver"                                                            |
| 12 | 26 октября 2010 г. | Асет Орентаевич ИСЕКЕШЕВ            | 17.08.1971    | Вице-премьер – министр индустрии и новых технологий РК                                                                                |
| 13 | 4 июля 2015 г.     | Галимжан Шахмарданович ЕСЕНОВ       | 10.03.1982    | Председатель Совета директоров АО "АТФБанк"                                                                                           |
| 14 | 31 января 2020 г.  | Бейбут Бакирович АТАМКУЛОВ          | 19.05.1964    | Министр индустрии и инфраструктурного развития РК                                                                                     |
| 15 | 4 мая 2022 г.      | Галим Абильжанович ХУСАИНОВ         | 9.07.1982     | Председатель Правления АО "Банк ЦентрКредит"                                                                                          |
| 16 | 18 января 2023 г.  | Тимур Русланович ТУРЛОВ             | 13.11.1987    | Главный исполнительный директор Freedom Holding Corp.                                                                                 |

## Известные шахматисты из Казахстана
- Категория:Шахматисты Казахстана
  - Абдумалик, Жансая Данияровна
  - Аврух, Борис Леонидович
  - Айтбаев, Аслан Булатович
  - Анетбаев, Берик Ануарбекович
  - Анкудинова, Елена Анатольевна (шахматистка)
  - Асанов, Болат Каришалович
  - Асаубаева, Бибисара Ерхановна
  - Байт, Индира
  - Беренд, Эльвира Баяхметовна
  - Владимиров, Евгений Юрьевич
  - Давлетбаева, Мадина Мухитовна
  - Даулетова, Гульмира Бекзатовна
  - Джумабаев, Ринат Атогалиевич
  - Дзюбан, Олег Иванович
  - Жунусов, Марат Сатыбалдиевич
  - Ибраев, Нурлан Болатович
  - Измухамбетов, Салават Бактыкожаевич
  - Иржанов, Руслан Тимурович
  - Исмагамбетов, Ануар Мухтарович
  - Кажгалеев, Муртас Муратович
  - Камалиденова, Меруерт
  - Клинк, Тамара Григорьевна
  - Костенко, Пётр Евгеньевич
  - Коцур, Павел Михайлович
  - Кочергин, Александр Иванович
  - Муслимова, Аида Эдхемовна
  - Насыбуллин, Владислав Камильевич
  - Нахбаева, Гулисхан Сайфуллиновна
  - Нугуманов, Бахтияр Казбекович
  - Садвакасов, Дармен Канатович
  - Садуакасова, Динара Рамазановна
  - Сахатова, Гульнара Баяхметовна
  - Сергеева, Татьяна Ильинична
  - Середенко, Владимир Семёнович
  - Сиверцев, Кир Иванович
  - Тажиева, Ляззат
  - Темирбаев, Серикбай Билялович
  - Ткачёв, Владислав Иванович
  - Уфимцев, Анатолий Гаврилович
  - Хасанова, Флюра Сиреньевна
  - Хуснутдинов, Рустам Данилович